# 自衛隊日報問題
自衛隊日報問題（じえいたいにっぽうもんだい）は、自衛隊海外派遣部隊がイラクや南スーダンに派遣されていたときに作成した日報を、すでに廃棄していて存在しないと防衛省・自衛隊が説明していたのに、廃棄されていなかった一連の問題である。
自衛隊が海外で活動できるのは非戦闘地域に限定されているが、この日報の中には「戦闘」という文言が使用されているものもあり、派遣されている地域が非戦闘地域に当たらないのではないか(自衛隊が危険な地域に派遣されているのではないか)、ひいてはこれら海外派遣が憲法9条に違反するのではないかとの視点で議論された。また、日報が廃棄済みであると答弁したことについて、派遣されている地域が非戦闘地域に当たらない可能性を隠そうとしたのではないかと疑われた。

## 経緯

### 2016年、南スーダンPKO日報問題の生起
2016年9月30日、ジャーナリスト布施祐仁は、自衛隊南スーダン派遣部隊が作成した日報について、防衛省に情報開示請求をおこなった。同年12月2日、防衛省は布施に対し「日報はすでに廃棄しており文書不存在につき不開示」を通知。布施は12月10日にツイッターで不存在の回答について発信したところ、急速に拡散し疑問が示された。自由民主党行政改革推進本部長河野太郎や防衛大臣稲田朋美が日報の存否の再調査を求め、12月26日、統合幕僚監部に電子データとして残っていることが判明した。

### 2017年、南スーダンPKO日報の公表
2017年1月20日に開会した第193回国会では情報隠蔽や文民統制をめぐる懸念からこの問題がたびたび追及された。1月27日データの存在が防衛大臣に報告され、2月7日防衛省は日報の存在を公表した。
当時防衛監察本部防衛監察監であった北村道夫（早稲田大学法学部出身、2015年4月1日 - 2018年3月31日）は、同事件は公益通報により発覚した事象であるとして、同年3月から7月にかけ、監察対象機関を「本件日報の管理に関係する防衛省の機関等」とし特別防衛監察を行った一方、防衛省情報本部は監察の対象外として調査しなかった。
2017年7月28日、防衛大臣稲田朋美は引責辞任し、特別監察結果を公表、陸上自衛隊が日報を開示せずデータを削除したとして、組織的な隠蔽を認定した。防衛事務次官黒江哲郎は停職4日、陸上幕僚長岡部俊哉は減給1カ月とされ、いずれも引責辞任するなど、幹部5人が処分された。

### 2018年、イラク派遣日報の公表
2018年4月2日、防衛大臣小野寺五典は、前年の第193回国会で不存在と答弁していた自衛隊イラク派遣時の陸上自衛隊の日報のべ376日分約14000ページが見つかったと発表した。4月6日には、航空自衛隊でもイラク派遣時の日報3日分3ページ分を保有していることが公表された。4月9日、2017年の特別監察の対象外であった本省情報本部で南スーダンPKO日報1年分以上を保管していることが明らかにされた。
2018年4月17日、小野寺防衛大臣は国会で、事後的に検証する限りにおいては、非戦闘地域を越えた活動はなされていなかったものと確認していると説明した。